# Antonio Scherillo
Antonio Scherillo (Varese, 21 luglio 1907 – Napoli, 19 gennaio 2008) è stato un mineralogista italiano.
Secondogenito del napoletano Michele Scherillo e di Teresa Negri, nonché nipote di Gaetano Negri, fu docente per un anno accademico all'Università degli Studi di Cagliari, per poi passare all'Università degli Studi di Napoli Federico II dal 1939. Fu autore di varie ricerche sul Vesuvio e sui Campi Flegrei. Analizzò inoltre i reperti mineralogici provenienti dall'Eritrea. Fu Socio e Presidente della Società dei Naturalisti in Napoli.